# لیما دوارته (میناس گرایس)
لیما دوارته (به پرتغالی: Lima Duarte) یک منطقهٔ مسکونی در برزیل است که در میناز ژرایس واقع شده‌است. لیما دوارته ۸۴۸٬۰۸۹ کیلومتر مربع مساحت و ۱۶٬۷۲۴ نفر جمعیت دارد و ۸۶۰ متر بالاتر از سطح دریا واقع شده‌است.